# Tanytarsus tibialis
Tanytarsus tibialis är en tvåvingeart som beskrevs av Webb 1969. Tanytarsus tibialis ingår i släktet Tanytarsus och familjen fjädermyggor.
Artens utbredningsområde är Ontario. Inga underarter finns listade i Catalogue of Life.